# 利季希夫卡
49°51′28″N 26°30′49″E / 49.85778°N 26.51361°E
利迪希夫卡（烏克蘭語：Лідихівка）是位於烏克蘭西部的村莊，由赫梅利尼茨基州裡赫梅利尼茨基區的泰奧菲波爾市鎮負責管轄。該村面積0.79平方公里，海拔高度269米，2024年人口214，人口密度每平方公里353.6人。